# Angylocalyceae
Tribu
Synonymes
- clade Angylocalyx Cardoso et al. 2012
- groupe Angylocalyx sensu Polhill 1994
- clade Angylocalyceae
- Sophoreae sensu Polhill 1981 pro parte 1

Les Angylocalyceae sont une tribu de plantes à fleurs  dans la famille des Fabaceae, de la sous-famille des Faboideae (ou Papilionaceae). C'est l'une des trois tribus dans le clade ADA.
Cette tribu est composée de genres anciennement placés parmi les Sophoreae.
Elle ne possède pas pour le moment d'une définition phylogénétique basée sur un nœud, mais elle se distingue par une synapomorphie morphologique constitué par un syndrome floral ornithophile où le calice et l'hypanthe sont agrandis, les pétales sont épaissis et souvent de couleur rouge ou orange, l’étendard est souvent distinctement grand, les pétales inférieurs sont indifférenciés ou, quelquefois, très réduits, et les étamines et le gynécée exsertés. Les membres de cette tribu accumulent des iminosaccharides dans leurs feuilles, alors que les autres membres du clade ADA n'en accumulent pas

## Liste des genres
- Alexa Moq.
- Angylocalyx Taub.
- Castanospermum A.Cunn. ex Hook.
- Uleanthus Harms
- Xanthocercis Baill.